# The Fontane Sisters
The Fontane Sisters was een Amerikaanse meidengroep uit New Milford.

## Bezetting
- Bea Rosse[4] (12 december 1915 - 25 maart 2002)
- Marge Rosse[5] (19 oktober 1917 - 3 december 2003)
- Geri Rosse[6] (15 oktober 1921 - 13 september 1993)
- Frank Rosse (1914-1945)

## Geschiedenis
Hun moeder Louise Rosse was soliste en de leidster van het St. Josephs kerkkoor in New Milford. Bea en Marge begonnen te zingen bij plaatselijke evenementen en ze deden dit zo goed, dat hun werd geadviseerd om auditie te doen in New York. Oorspronkelijk traden ze op als trio met hun broer Frank als gitarist onder de naam The Ross Trio. De groep deed auditie voor NBC en werd spoedig naar Cleveland gestuurd om te werken. Toen ze in 1944 terugkeerden naar New York, werd Frank opgeroepen voor het vervullen van zijn militaire dienstplicht en werd gedood tijdens een actie tijdens de Tweede Wereldoorlog. Geri had net de school afgemaakt en nam de plaats in van haar broer. Dus gingen ze verder als meidentrio. De zusters namen eerst samen op als The Three Sisters. Bladmuziek werd uitgegeven tijdens de late jaren 1940/vroege jaren 1950 met minstens twee van hun songs met een volledige foto van het drietal: I'm Gonna See My Baby en Pretty Kitty Blue Eyes.
De groep koos de naam Fontaine van een overgrootmoeder en besloten om de <i> te verwijderen. The Fontane Sisters werkten aan niet-gesponsorde programma's voor NBC, ontmoetten en werkten spoedig met Perry Como, nadat deze bij de zender kwam. Ze stonden te popelen voor een kans om op te treden in Como's show, hetgeen betekende dat ze korter bij huis waren. Ze begonnen in de zomer van 1948 en werden ontvangen in zijn radio- en televisieshow, bekend als The Chesterfield Supper Club en later als The Perry Como Show (1950-1954). Het trio trad ook op tijdens Chesterfield Sound Off Time toen het programma opkwam vanuit New York. Hoe dan ook, de tv-show duurde slechts een seizoen.
In 1949 tekenden ze bij RCA Victor en traden bij diverse opnamen op als backup van Como. In 1951 hadden ze een bescheiden hit met The Tennessee Waltz, waarvan betere opnamen werden gemaakt door Patti Page en Les Paul & Mary Ford.
In 1954 wisselden ze naar Dot Records van Randy Wood, waar ze 18 songs hadden in de Billboard Hot 100, waarvan tien in de top 40. Op het eind van 1954 namen ze Hearts of Stone op, waarvan meer dan een miljoen exemplaren werden verkocht, goed voor een Gouden Plaat.
Marge Fontane voelde dat het trio niet wilde verder gaan met het vermoeiende werk van tournees en de omgang met de nieuwere elementen van het muziekcircuit. De zussen waren het eens dat ze geen deel wilden uitmaken van de zich ontwikkelende rock-'n-roll-scene. Ze wilden een privéleven. 
In 1963 bracht Dot Records het laatste album Tip of My Fingers en de single Tips of My Fingers / Summertime Love uit van The Fontane Sisters. 
Voor de volgende 40 jaar bleven The Fontane Sisters meestal uit de publiciteit. In 2004 meldde een artikel in de New York Daily News dat Geri Fontane Latchford royalty's had ontvangen, verdiend door haar moeder en twee tantes. In 2001 bracht RCA Victor de compilatie Perry Como With The Fontane Sisters uit van opnamen van de zusters en Perry Como, die veel songs bevatte van de Perry Como radio en tv-shows.

## Privéleven
The Fontane Sisters verlieten de showbusiness rond 1961, toen de jongste zuster Geri haar dochter verwachtte, die werd genoemd naar Geri. Als volwassene droeg deze de naam Geri Fontane Latchford, naar haar vader Albert Latchford. Noch Bea noch Marge hadden kinderen en de jonge Geri was haar ouders enige kind. 
- Geri trouwde met de geschiedkundige professor Al Latchford.
- Marge was getrouwd met Franklin Hobbs, die een langdurige on-air persoonlijkheid werd bij de radiozender WCCO in Minneapolis-St. Paul. Ze ontmoetten elkaar toen de zussen werkten in Chicago voor NBC. Ze hertrouwde en werd Marge Smith, de vrouw van een wervende leidinggevende. Slechts Marge verliet het gebied en verkaste naar Florida met haar tweede echtgenoot.
- Bea werd Mrs. E. Holmes Douglass in 1964.

## Discografie

### Singles
- 1949: N'yot N'yow (met Perry Como)
- 1949: A You're Adorable (met Perry Como)
- 1949: A Dreamer's Holiday (met Perry Como)
- 1949: I Wanna Go Home (met Perry Como)
- 1950: Bibbidi Bobbidi Boo (met Perry Como)
- 1950: Hoop Dee Doo (met Perry Como)
- 1950: I Cross My Fingers (met Perry Como)
- 1950: You're Just In Love (met Perry Como)
- 1951: Tennessee Waltz
- 1951: Let Me In
- 1951: There's No Boat Like A Rowboat (met Perry Como)
- 1951: Castle Rock
- 1951: Rollin' Stone (met Perry Como)
- 1951: Cold Cold Heart
- 1952: Noodlin' Rag (met Perry Como)
- 1952: My Love and Devotion (met Perry Como)
- 1952: To Know You (Is To Love You) (met Perry Como)
- 1954: Kissin' Bridge
- 1954: Happy Days and Lonely Nights
- 1954: Hearts Of Stone
- 1955: Rock Love
- 1955: Rollin' Stone
- 1955: Playmates
- 1955: Seventeen
- 1955: Daddy-O
- 1955: Adorable
- 1955: Nuttin' for Christmas
- 1956: Eddie My Love
- 1956: I'm In Love Again
- 1956: Voices (met Pat Boone)
- 1956: Lonesome Lover Blues
- 1956: Please Don't Leave Me
- 1956: Still
- 1956: The Banana Boat Song
- 1957: I'm Stickin' With You
- 1958: Chanson D'Amour
- 1958: Jealous Heart

### Opnamen
- 1951: The Tennessee Waltz (RCA Victor) (grotere hit door Patti Page en Les Paul & Mary Ford)
- 1953: Kissing Bridge (RCA Victor)
- 1954: Happy Days and Lonely Nights (deze en alle volgende publicaties bij Dot Records)
- 1954: Willow Weep For Me
- 1954: Hearts Of Stone (hun grootste hit, origineel opgenomen door Johnny Torrence & The Jewels; ook gecoverd door The Charms)
- 1955: Rock Love (origineel opgenomen door Lula Reed; ook gecoverd door Eddie Fontaine)
- 1955: Most of All (origineel opgenomen door The Moonglows; ook gecoverd door Don Cornell)
- 1955: Rollin' Stone (origineel opgenomen door The Marigolds)
- 1955: Playmates (origineel opgenomen door Kay Kyser in 1940)
- 1955: Seventeen (origineel opgenomen door Boyd Bennett)
- 1955: Daddy-O (origineel opgenomen door "Mary Kath" bekend als Bonnie Lou)
- 1955: Adorable (origineel opgenomen door The Colts; een grotere hit door The Drifters in 1955)
- 1955: Nuttin' For Christmas (ook opgenomen door Art Mooney, Barry Gordon en Stan Freberg in hetzelfde jaar)
- 1956: Eddie My Love (origineel opgenomen door The Teen Queens; ook gecoverd door The Chordettes)
- 1956: I'm In Love Again (origineel opgenomen door Fats Domino)
- 1956: Lonesome Lover Blues (origineel opgenomen door Billy Eckstine in 1946)
- 1956: Doin' The Rock and Rolla (een rewording van The Andrews Sisters, Rum & Coca-Cola)
- 1956: (Remember Me) I'm the One Who Loves You (nieuwe versie van de Stuart Hamblen c/w hit)
- 1956: Please Don't Leave Me (origineel opgenomen door Fats Domino)
- 1956: Still (origineel opgenomen door Lavern Baker)
- 1956: Voices
- 1957: With a Little Bit of Luck (grotere hit voor Harry Belafonte en The Tarriers)
- 1957: The Banana Boat Song (origineel opgenomen door The Tarriers)
- 1957: I'm Stickin' with You (origineel opgenomen door Jimmy Bowen in 1957)
- 1958: Jealous Heart (origineel opgenomen door Tex Ritter in 1945)
- 1958: Chanson D'Amour (grotere hit voor Art & Dotty Todd)